# Alf Tudeer
Alf Emil Tudeer, född 13 maj 1885 i Helsingfors, död där 8 oktober 1968, var en finländsk statistiker.
Tudeer disputerade för filosofie licentiat graden 1915. Han var 1913–1925 anställd vid Statistiska centralbyrån; var därefter chef för Finlands Banks statistiska avdelning till 1944 och innehade fram till 1955 befattningen som chef för bankens institut för ekonomisk forskning. Han var 1939–1940 statsministerns (A.K. Cajander) sekreterare.
Tudeers sakkunskap togs i anspråk för många förtroendeuppdrag inom den ekonomiska sektorn, bland annat som ordförande för olika statskommittéer. Han redigerade flera handböcker samt var mångårig huvudredaktör för tidskriften Kansantalouden Aikakauskirja. Han var en av förgrundsgestalterna på den nationalekonomiska och statistiska forskningens område i Finland; av hans vetenskapliga arbeten kan nämnas Finlands Bank 1912–36 (1939). Han erhöll professors titel 1944. 